# كلوربروفام
كلوربروفام هو مركب كيميائي له نشاط منظم لنمو النبات ومبيد للأعشاب يستخدم كمثبط للبراعم للأعشاب والحشائش في محاصيل البرسيم، والليما، والفاصوليا، والتوت البري، والتوت الأزرق، والجزر، والعنبية حادة الخباء، وبرسيم لادينو والثوم، والبصل، والسبانخ وبنجر السكر والطماطم، والقرطم، وفول الصويا، الدلبوث، والمخزون الخشبي. كما يستخدم لمنع تنبت البطاطس وللتحكم بالمصاص في التبغ. يتوفر مركب الكلوربروفام في تركيبات سائلة ومركزة قابلة للاستحلاب.
تمت الموافقة على استخدام منتجات الكلوربروفام كمنظم للنباتات ومبيدات أعشاب في محاصيل البطاطس في الولايات المتحدة الأمريكية فقط، بينما حظرت كل من المملكة المتحدة والاتحاد الأوروبي استخدام مركب الكلوربروفام في عام 2019 بعد أن رفضت الهيئات المعنية فيها إعادة ترخيصه للاستخدام بسبب مخاوف من سمية المركب، وتحظر هذه الدول بيع واستخدام الكلوربروفام بدءًا من يناير 2020.

## الاستخدام
يُستخدم مركب الكلوربروفام كعامل مضاد للإنبات في محاصيل البطاطس. ويُباع مركب الكلوربروفام تحت عدد من الأسماء التجارية وفقًا لنوع الاستخام، ومن بينها بود نيب، وكايم ستوب، وترايهيربيسايد، وتاتربكس، وبريفنتول، وأيبانيل، وميتوكسون، ونيكسوفال، وستيكمان بيستولز، وبريويد، وفورلو، وستوب غيرم-س، وسبروت نيب، وميرفيل، وبايغران، وكلوريبك، وسبود-نيك، وسبود-ني، وكلورو-إيفك، وكلورو-إيبيك، وأورجا. تكون مبيدات الأعشاب التي تحتوي على مركب الكلوربروفام على صورة تركيبة مركزة بحيث تكون قابلة للذوبان في الماء وتطبق على الحقول عن طريق الرش.

## التأثيرات الصحية والبيئية
يُظهر مركب الكلوربروفام سمّية منخفضة المستوى بحيث لا تظهر معها علامات لإصابة بالتسمم الحاد عند التعرض للمركب بمعدلات تقل عن 1000 مليغرام/ كيلوغرام/يوم. ولكن قد يؤدي التعرض طويل الأمد بجرعات عالية وبمعدلات تزيد عن 1000 ملليغرام/ كيلوغرام/ يوم إلى تقليل وزن الجسم، وانخفاض مستويات الهيماتوكريت والهيموغلوبين في الدم، وزيادة الخلايا الشبكية في الدم.
فيما يتعلق بالمخاطر المسببة للسرطان ، تصنف وكالة حماية البيئة الأمريكية (EPA) مركب الكلوربروفام ضمن مركبات المجموعة الخامسة باعتباره مادة غير مسرطنة، على الرغم من أن أحد مستقلبات الكلوربروفام هو مركب 3-كلورو الأنيلين.
يتراوح حد التعرض اليومي المقبول لمادة الكلوربروفام ما بين 0.03 ملليغرام/ كيلوغرام كما حددته منظمة الأغذية والزراعة في عام 2001، وبين 0.05 ملليغرام/كيلوغرام كما حددته وكالة حماية البيئة الأمريكية في عامي 1996 و2003.

## الاستقرار
يتحلل مركب الكلوربروفام جزئيًا في البيئة تحت الظروف الهوائية (15٪ إلى 30٪ بعد 100 يوم) ويتحلل جزئيًا في المحلول المائي (90٪ بعد 59 إلى 130 يومًا).
كشفت دراسة عن ثبات مادة الكلوربروفام في البطاطس حيث تراوح التركيز التقديري للكلوربروفام في المحصول ما بين 1.8 - 7.6 ملليغرام / كيلوغرام في 10 أيام بعد التطبيق. وجدت الدراسة أيضًا أن متوسط تركيز الكلوربروفام في الدرنة قد انخفض تلقائيًا بنسبة 24٪ و 42٪ في 28 يومًا و65 يوما على التوالي بعد التطبيق على المحصول. كما أظهرت الدراسة أن التقشير يزيل 91-98٪، والغسيل يزيل 33-47٪ من بقايا ومخلفات المركب في ثمار البطاطس. وُجدت بقايا مركب الكلوربروفام في البطاطس المسلوقة، وفي الماء المغلي، وفي البطاطس المقلية، وفي زيت القلي. ووفقًا لهذه الدراسة فإن الجرعة النظرية من الكلوربروفام التي سيتناولها رضيع يبلغ وزنه 20 كيلوغرام ويأكل 100 غرام من الدرنة الخام ستكون 0.00018 إلى 0.00342 ملليغرام/كيلوغرام.